# Parallax

Hoe verder een voorwerp, hoe meer het met de waarnemer mee lijkt te bewegen

Parallax of bewegingsparallax is het verschijnsel dat de schijnbare positie van een voorwerp ten opzichte van een ander voorwerp of de achtergrond varieert als het vanuit verschillende posities bekeken wordt. Als men zich bijvoorbeeld naar rechts verplaatst ten opzichte van de kijkrichting (bijvoorbeeld zittend in een voertuig naar links kijkt ten opzichte van de rijrichting) draait de richting waarin men een object op de voorgrond ziet sneller naar links dan de richting waarin men een object op de achtergrond ziet. Ten opzichte van nabije objecten lijken verre objecten dus gedeeltelijk mee te bewegen met de beweging van de waarnemer. De hersenen vertalen hieruit de relatieve diepte.
Dit staat bekend als diepteperceptie.

## Parallax als foutbron

### Fotografie
Een te fotograferen voorwerp lijkt door de zoeker van een eenvoudige zoekercamera in een iets andere positie te zijn dan vanuit het opnameobjectief, doordat objectief en zoeker niet op dezelfde positie of direct achter elkaar zitten, maar enkele centimeters van elkaar verwijderd zijn.
Bij een foto van een voorwerp dat een aantal meters van het objectief af ligt levert de parallax geen grote problemen op, doordat objectief en zoeker dan vrijwel hetzelfde zien. Naarmate een voorwerp echter dichter bij de camera ligt, veroorzaakt de parallax een groter verschil tussen het zoekerbeeld en de werkelijk te nemen foto.
Bij een twee-ogige spiegelreflexcamera, zoals onder andere gemaakt door Rollei, Yashica en Mamiya, kan de parallax worden opgeheven door de parallax-converter, die tussen camera en statief in zit. Nadat er door het bovenste objectief is scherpgesteld wordt de camera met de converter omhooggetild en komt het opnameobjectief op dezelfde hoogte als eerder het zoekerobjectief. De opname is dan exact gelijk aan de waarneming. Dat werkt echter alleen bij stilstaande voorwerpen.
Er zijn ook camera's zoals de Mamiya C 330 die in de zoeker een parallaxcorrectie laten zien, waardoor bovengenoemde niet aan de orde is.
Een eenogige spiegelreflexcamera lost het parallaxprobleem fundamenteel op. Doordat de zoeker exact toont wat het objectief ziet, treden er geen verschillen op tussen zoekeruitsnede en de werkelijke opname. Wat er wel zal optreden is, dat er meer beeld op de afbeelding staat dan vooraf is gezien, dit komt doordat de meeste spiegelreflexcamera's een matglasbegrenzing hebben van ongeveer 90%, alleen (semi)professionele camera's hebben een begrenzing van 100%. Het beeld wordt bij dit type camera door het opnameobjectief via een spiegel en een prisma direct in de zoeker overgebracht. Tijdens de daadwerkelijke opname klapt de spiegel tijdelijk omhoog, waardoor een ander soort parallax ontstaat, tijdparallax, je bent even je onderwerp kwijt, wat met een meetzoekercamera niet gebeurt.
Bij veel digitale camera’s wordt het zoekerbeeld elektronisch van de beeldsensor overgenomen op een beeldschermpje (bijvoorbeeld een lcd). Ook deze camera’s zijn parallaxvrij.
Een ander parallaxprobleem treedt op bij het maken van een panorama door het aan elkaar plakken van afzonderlijke foto’s: er blijven vaak gedeelten waar het niet goed passend is te maken.
Bij een stereocamera is er parallax tussen de twee objectieven. Zie hieronder bij #Diepte zien.

### Meetinstrumenten
Bij het aflezen van analoge meetinstrumenten kunnen fouten optreden door de parallax. Er kunnen hier twee soorten parallax worden onderscheiden, de parallax tussen meetinstrument en voorwerp en de parallax in het meetinstrument zelf. Digitale uitlezingen zijn parallaxvrij doordat het resultaat niet afhangt van de waarneming.

#### Parallax tussen meetinstrument en voorwerp

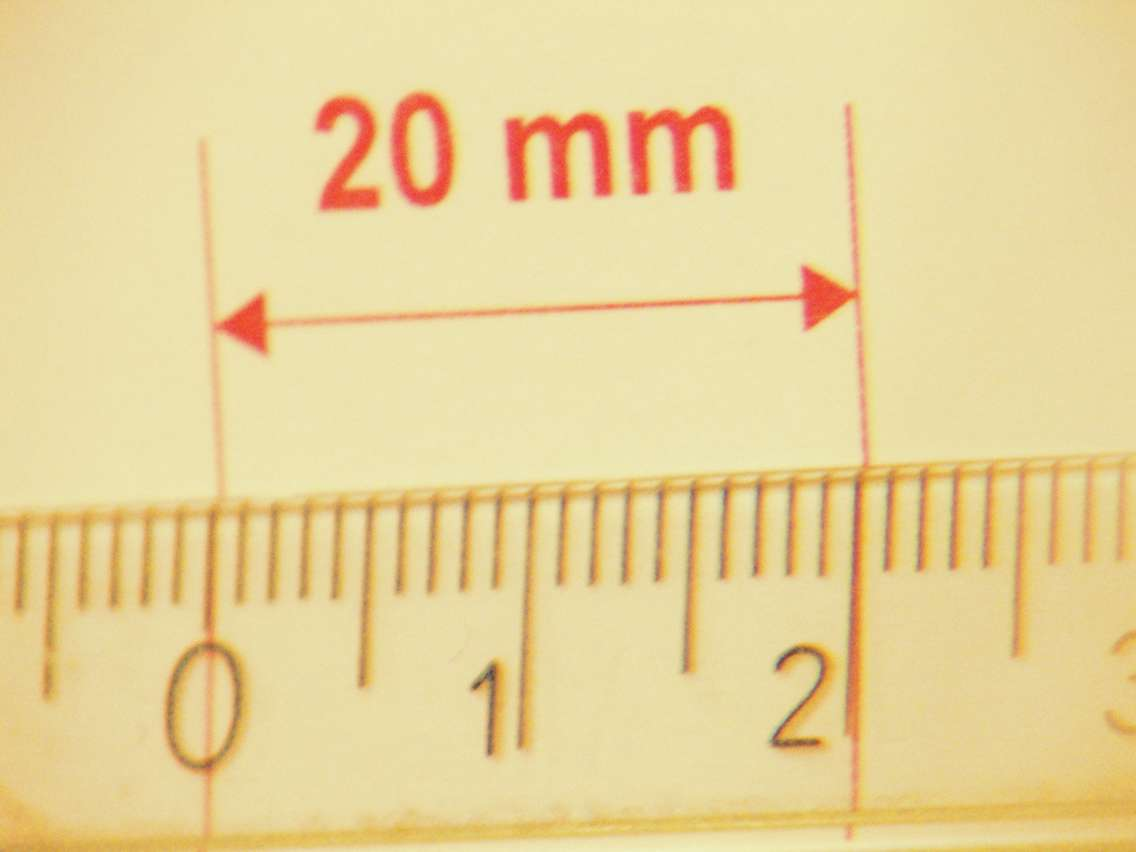
Transparante liniaal met schaal op onderzijde: gedeeltelijke parallaxcompensatie bij aflezen door liniaal heen

Er kan parallax optreden tussen de schaalverdeling van het meetinstrument en het voorwerp dat wordt gemeten. Een bekend voorbeeld is een liniaal die op een voorwerp wordt gelegd. Als de schaalverdeling boven op de liniaal zit, is er afstand tussen de schaalverdeling en het te meten voorwerp. De waarnemer die het hoofd iets naar links of rechts beweegt ziet het effect van de parallax: de schaalverdeling lijkt zich ten opzichte van het voorwerp te verplaatsen.
Ook bij een doorzichtige liniaal met de schaalverdeling aan de onderzijde kan parallax optreden, en wel door lichtbreking. Als de waarnemer niet recht van bovenaf kan aflezen, wordt de schaalverdeling enigszins verschoven waargenomen. Het gedeelte van het voorwerp onder de liniaal is evenveel verschoven, maar het gedeelte daarbuiten niet. Door de liniaal heen aflezen geeft het beste resultaat: het afleesstreepje en het te meten punt hebben dezelfde afwijking, zodat de parallax gecompenseerd is. Op de foto is te zien dat die parallaxcompensatie vlak bij de rand het beste is; verder van de rand af neemt de parallax toe doordat de bovenkant van de liniaal enigszins helt.

#### Parallax in het meetinstrument zelf
Ook kan er parallax optreden in het meetinstrument zelf, bij het aflezen van een wijzer tegen de achtergrond van een schaalverdeling. Het eenvoudigste voorbeeld is het aflezen van de tijd op een analoge klok die schuin wordt waargenomen.

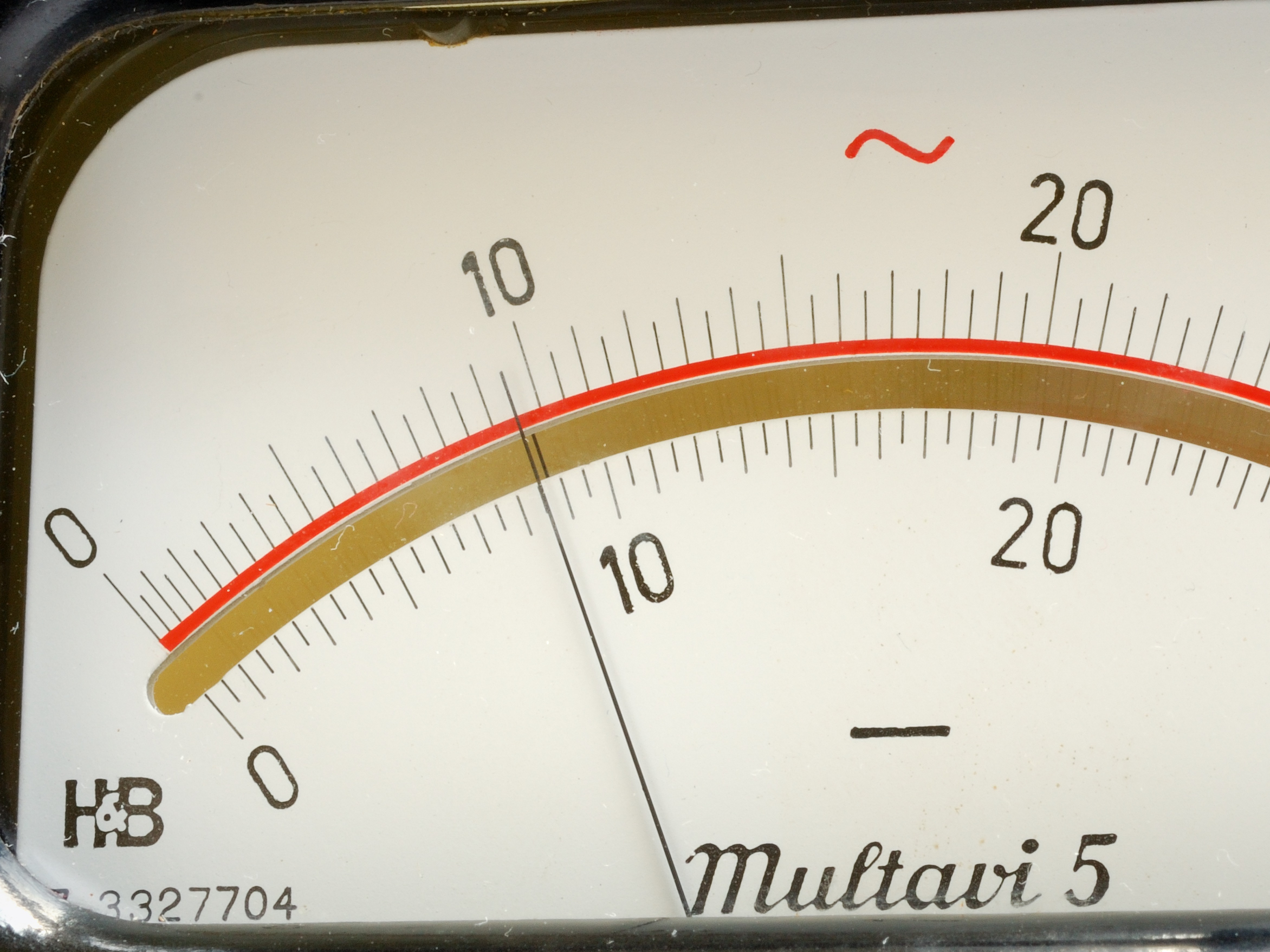
Links verkeerd uitgelezen (wijzer en zijn spiegelbeeld vallen niet samen)
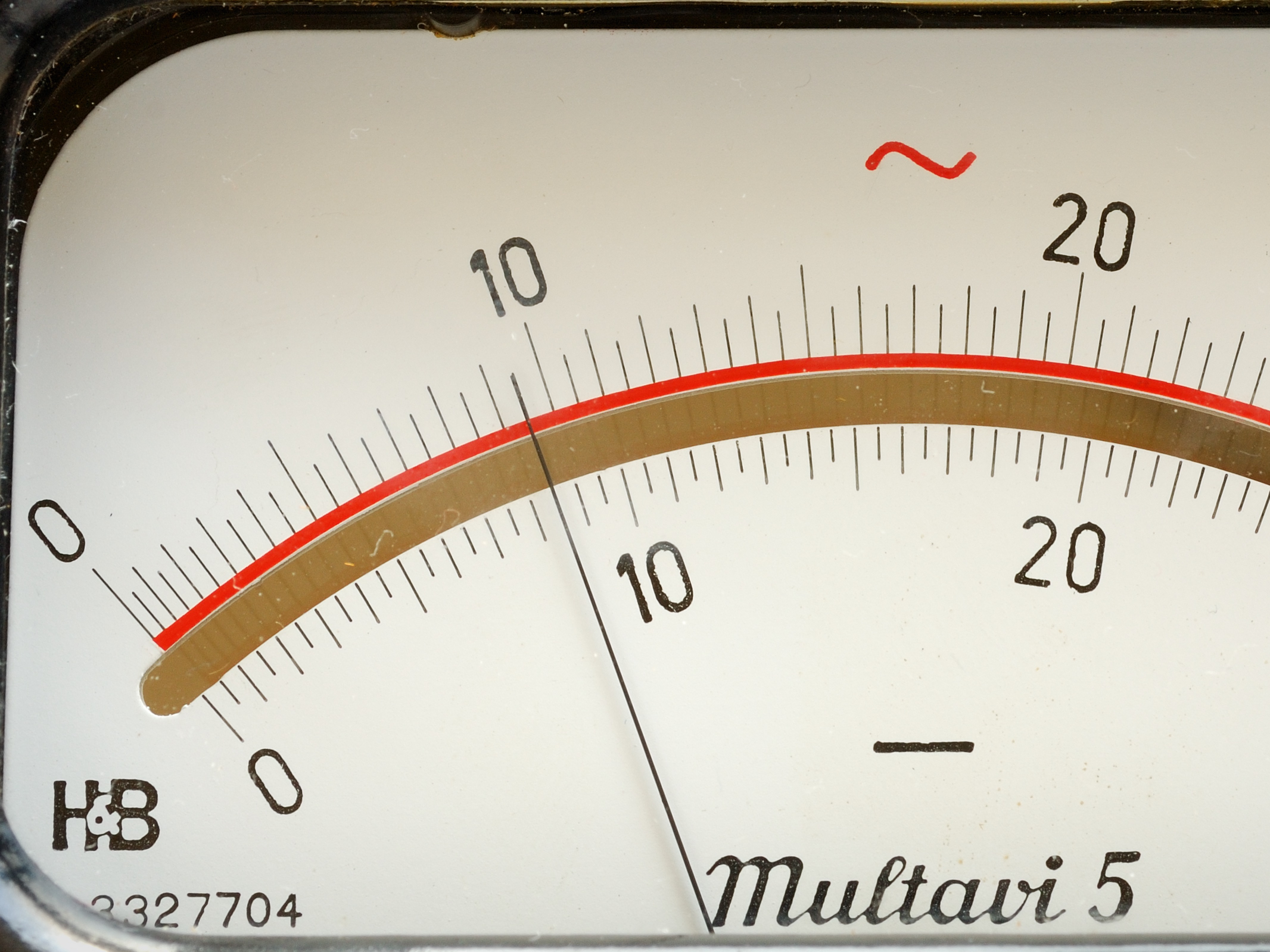
Rechts parallaxvrij uitgelezen (wijzer en zijn spiegelbeeld vallen samen)

Een veelgebruikte methode om deze meetfout tegen te gaan is de zogeheten spiegeluitlezing: vlak onder of boven de schaalverdeling zit een gleuf van circa 5 mm breed in de wijzerplaat, met daarachter een spiegel. Door loodrecht op de wijzerplaat te kijken vallen spiegelbeeld en wijzer samen en is de waarneming correct.
Een andere methode, vooral in goedkopere instrumenten gebruikt, is de meswijzer, waarbij het uiteinde van de wijzer in een verticaal vlak ligt. Wanneer het uiteinde van de wijzer zo dun mogelijk lijkt, is het blikveld loodrecht van boven. Deze methode is veel minder nauwkeurig dan die met de spiegelschaal.
De essentie van deze correcties is het verbeteren van de reproduceerbaarheid van de uitleeshoek. Zelfs al zou de spiegel of de wijzer niet goed uitgelijnd zijn, dan is het resultaat nog hetzelfde als bij de calibratie van het instrument.

### Artillerie
Bij gebruik van artillerie in een gevechtssituatie moet het vuurleidingssysteem rekening houden met de positieverschillen van de afzonderlijke kanonnen. Hoewel dat niet direct met waarneming te maken heeft (er wordt meestal gericht op geografische coördinaten), is de meetkundige verklaring van dit probleem dezelfde als bij parallax.

## Parallax als basis voor meetmethodes

### Fotogrammetrie
In de fotogrammetrie wordt de relatieve verplaatsing of omvalling fotografisch vastgelegd bij het nemen van luchtfoto’s vanuit twee verschillende posities. In een stereoscoop kunnen de overlappende sets foto's driedimensionaal worden bekeken. Met een parallaxmeter, uitgerust met een micrometer, kan van elk punt het parallaxverschil worden bepaald. De parallaxverschuiving is een maat voor het hoogteverschil. Zo kunnen hoogteverschillen van gebouwen en objecten worden bepaald of terreinhoogtekaarten worden gemaakt. Bij terrestrische fotogrammetrie worden verschillen in afstanden bepaald bij foto's die vanaf de grond genomen zijn.

### Astronomie

Parallax in de astronomie
S = zon; EO = aardbaan; E_{1,2} = aardposities met ca. 6 maanden verschil; EP_{1,2} = projecties van E_{1,2} op hemelgewelf; NS = nabije ster; DS = verder verwijderde sterren; φ = parallaxhoek van nabije ster als gevolg van de beweging van de aarde om de zon.
De nabije ster lijkt zich te verplaatsen tegenover de achtergrond.

In de astronomie wordt de parallax gebruikt om afstanden te meten. De mate waarin een ster schijnbaar verschuift wanneer hij wordt waargenomen vanuit twee tegenover elkaar gelegen punten van de aardbaan (dus bijvoorbeeld door twee keer een meting op dezelfde plek op aarde te verrichten, maar met zes maanden verschil in tijd), wordt als een maat gebruikt om de afstand te bepalen. De parsec (een samentrekking van parallaxseconde) is een in de astronomie gebruikte afstandseenheid, gedefinieerd als de afstand tussen de aarde en twee voorwerpen (met onderlinge afstand van 1 astronomische eenheid), als die twee voorwerpen vanuit de aarde gezien worden met een parallax van 1 boogseconde.

## Diepte zien
Dat iemand in staat is diepte te zien, is voor een deel te danken aan parallax. Met de beide ogen worden twee beelden onder een iets verschillende hoek waargenomen. De hersenen interpreteren dat als diepte. De stereoscopie maakt daar gebruik van.
Waarneming door een verrekijker levert door de vergroting wat minder diepte, net als bij telefoto’s. Prismakijkers compenseren dat diepteverlies enigszins door de objectieven wat verder uiteen te plaatsen, waardoor de parallax vergroot wordt.